# Сан-Педру-ду-Ештевал
Сан-Педру-ду-Ештевал (порт. São Pedro do Esteval; МФА: [ˈsɐ̃w ˈpe.dɾu du ʃ.tɨ.ˈvaɫ]) — парафія в Португалії, у муніципалітеті Пруенса-а-Нова. Розташована в східній частині країни, на теренах історичної португальської провінції Бейра. Входить до складу округу Каштелу-Бранку. За адміністративним поділом, чинним до 1976 року, терени парафії були складовою провінції Нижня Бейра. Належить до Порталегрівсько-Каштелу-Бранківської діоцезії Католицької церкви. Патрон — святий Петро. Площа — 68,4990 км². Населення — 527 ос. (2011). Слабо урбанізований регіон. Густота населення — 7,69 осіб/км²
. Код — 050805.

## Населення
| Кількість мешканців | Кількість мешканців | Кількість мешканців | Кількість мешканців | Кількість мешканців | Кількість мешканців | Кількість мешканців | Кількість мешканців | Кількість мешканців | Кількість мешканців | Кількість мешканців | Кількість мешканців | Кількість мешканців | Кількість мешканців | Кількість мешканців |
| ------------------- | ------------------- | ------------------- | ------------------- | ------------------- | ------------------- | ------------------- | ------------------- | ------------------- | ------------------- | ------------------- | ------------------- | ------------------- | ------------------- | ------------------- |
| 1864                | 1878                | 1890                | 1900                | 1911                | 1920                | 1930                | 1940                | 1950                | 1960                | 1970                | 1981                | 1991                | 2001                | 2011                |
| 687                 | 733                 | 802                 | 891                 | 1 031               | 1 091               | 1 253               | 1 470               | 1 524               | 1 498               | 1 219               | 958                 | 895                 | 666                 | 527                 |